# Fricativa faríngia sonora
La fricativa faríngia sonora és una consonant fricativa present en algunes llengües, sobretot en les llengües semítiques. A l'alfabet fonètic internacional (AFI) aquest fon es representa amb el símbol ʕ. En català, aquest so no existeix. El seu mode d'articulació és fricatiu, perquè aquest fon és degut a la fricció causada pel pas ininterromput d'aire a través d'un estrenyiment de la cavitat oral; la seva posició d'articulació és faríngia, perquè quan es pronuncia aquest so la llengua es col·loca a la faringe; és una consonant sonora, a causa que l'emissió d'aquest so es produeix per la vibració dels plecs vocals. En àrab, aquest fon es representa gràficament amb la lletra <ﻉ> (ayn): عمان [ʕɑmˈmɑːn]